# Oligoryzomys vegetus
Oligoryzomys vegetus és una espècie de mamífer rosegador de la família dels cricètids. Viu a altituds d'entre 840 i 3.000 msnm al centre de Costa Rica i l'oest de Panamà. Es tracta d'un animal comú. Els seus hàbitats naturals són els boscos montans humits, incloent-hi les selves nebuloses. És una espècie en risc mínim, és a dir, no sembla que hi hagi cap amenaça significativa per a la seva supervivència.